# 松本トンネル有料道路
松本トンネル有料道路（まつもとトンネルゆうりょうどうろ）は、起点を長野県松本市大字島内字平瀬川東、終点を同市大字岡田伊深字矢作とする区間にあった一般有料道路。長野県道路公社が管理していた。
国道254号終点（平瀬口交差点）の直近に位置し、主要構造物である延長約2.4kmの松本トンネル及びその前後の取り付け道路で構成される。2020年（令和2年）9月1日に無料開放された。後述の経緯から、長野県や県道路公社の資料では三才山トンネル有料道路（松本区間）と表記される事もある。

## 概要

### 路線データ
- 路線名 国道254号
- 延長 6,602m
- 道路区分 第3種第3級
- 事業費 166億円
- 設計速度 50km/h
- 幅員 車道6.5m（完成2車線）

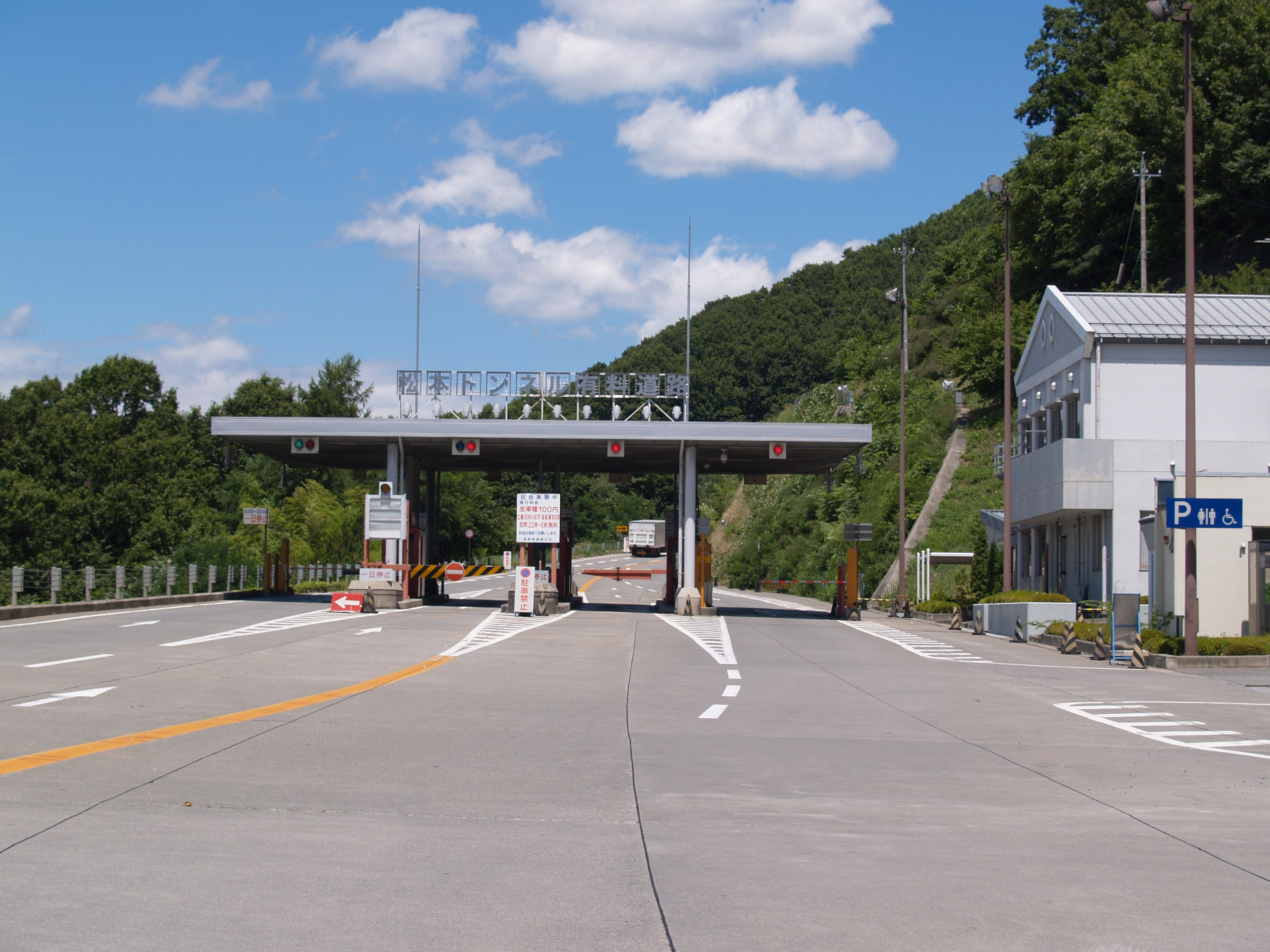
終点側から臨む料金所

- 事業期間 1988年12月 - 1994年12月
- 料金徴収期間 1994年12月15日 - 2020年8月31日[3]

### 概説
1976年10月の三才山トンネル有料道路開通後、国道254号は同トンネルを通過後に洞交差点を南下し、現在の県道惣社岡田線を通って浅間橋交差点を右折、現在の県道浅間河添線に入った後、国道143号と合流する美須々交差点を終点とする形となった。しかし、国道254号から松本市街地へと流入する車輌の増加に対応できず渋滞の発生や近隣住民への影響が懸念され始めたため、三才山トンネル有料道路から国道19号（特に上り塩尻方面）や国道147号（安曇野方面）へ向かう車輌を松本市街地を通過せずに往来可能にするために計画されたのが、松本トンネル有料道路であった。
道路整備特別措置法に基づいて1988年より建設を開始し、6年後の1994年に有料道路として開通した。この際、松本トンネルは三才山トンネル有料道路の延伸区間と位置付けられたため、松本トンネル有料道路の建設費（約166億円）も含めて償還すべく、三才山トンネルの料金徴収期間が当初の2006年10月から2021年6月に延長される事となった。
しかし、この道路の利用価値に対して、普通車300円と割高の料金であった事が災いし、わざわざ300円を払わなくても前述の旧道等により少し時間を費やすだけで簡単に迂回できたため、交通量は想定していた半分以下で推移した。2007年の国道147号高家バイパスの開通により、東信地方から安曇野へのアクセスルートとしての利用価値が向上した事で、利用台数が従来の2.5倍に増加するなどしたものの、当初の見込通行料収入との乖離を埋めるには至らず。
長野県道路公社では併せて、料金徴収の不調の対策として、道路環境改善事業を実施し、昼間（6時~22時）に全車両を一律100円（軽車両は30円）、夜間（22時~翌6時）には全車両無料とする運用を行うことにした。期限は年度始めから年度末まで（4月~翌年3月末）とはなっているものの、毎年更新して、実質的に通行料金の恒久的な値下げを行っている。
2019年11月22日には阿部守一知事の記者会見で、三才山トンネル有料道路の一般道路化、無料化に併せて松本トンネルも一般道路化、無料化する方針が示され、2020年9月1日より三才山トンネル有料道路と松本トンネル有料道路は同時に無料開放される事となった。

## 沿革
- 1994年12月15日：開通。
- 2020年9月1日：無料開放[3]。

## 周辺

### 西側出入口
- 篠ノ井線
  - 平瀬信号場
- 国道19号
- 国道147号
- 梓川スマートインターチェンジ

### 東側出入口
- 六助池
- 岡田宿
- 三才山トンネル